# 林田山林場
林田山林場為一般民眾對此區山林事業區之稱謂，在日治時代稱為「森坂」，是「森林茂密的山坡」之意，戰後保留森坂的日文發音（もりさか），以漢字寫作「摩里沙卡」，目前隸屬於農業部林業及自然保育署花蓮分署（林田山林業文化園區）。林田山於日治時期官營三大林場之後首先設立的伐木區，亦為東部最早開採的林區及日治時期東部三大林場之一。

## 範圍
位於中央山脈東側，行政區跨於花蓮縣鳳林鎮、萬榮鄉與秀林鄉，以萬榮鄉為主，北與木瓜山事業區毗鄰，西與濁水溪事業區、丹大事業區相接，南頻巒大山事業區東與花蓮縣鳳林鎮交界，南北共長二十七公里，東西約寬二十六公里，全區均屬於國有林野地。

## 歷史沿革

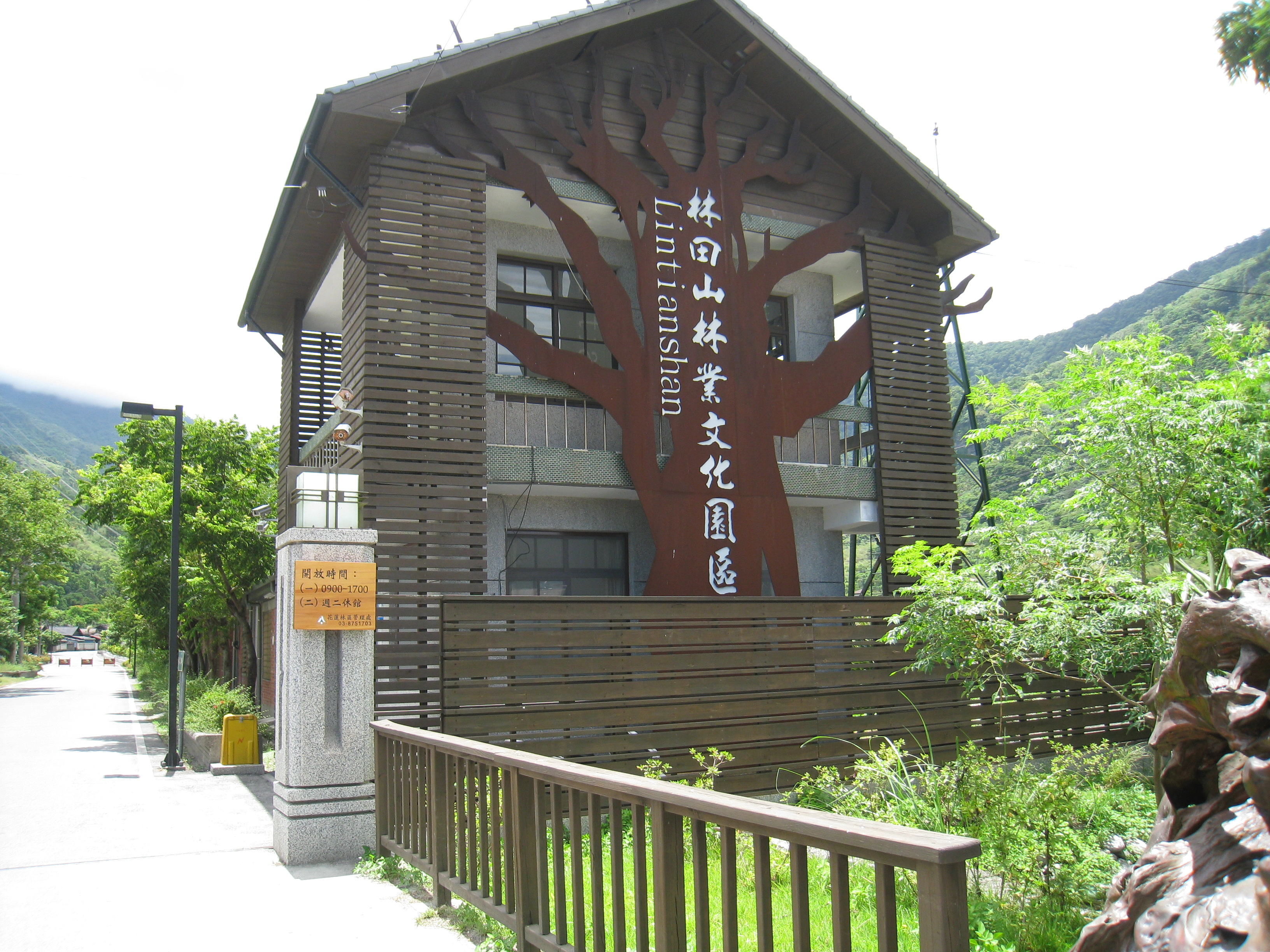
林田山林業文化園區入口

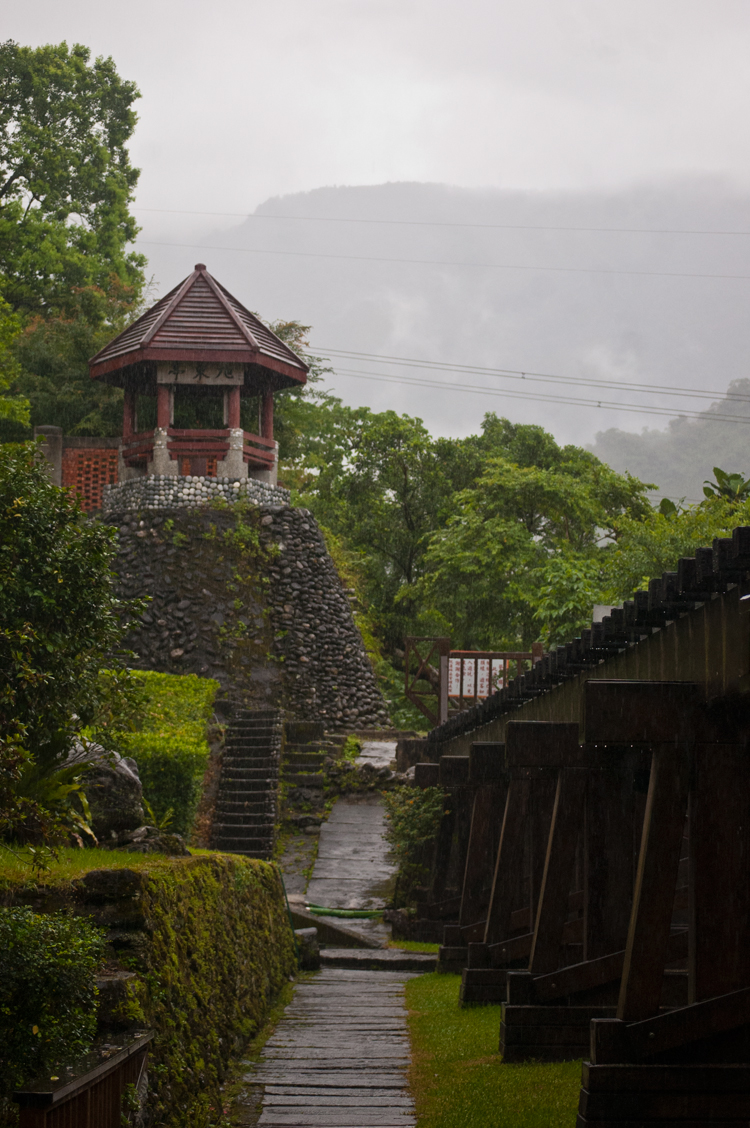
旭東亭

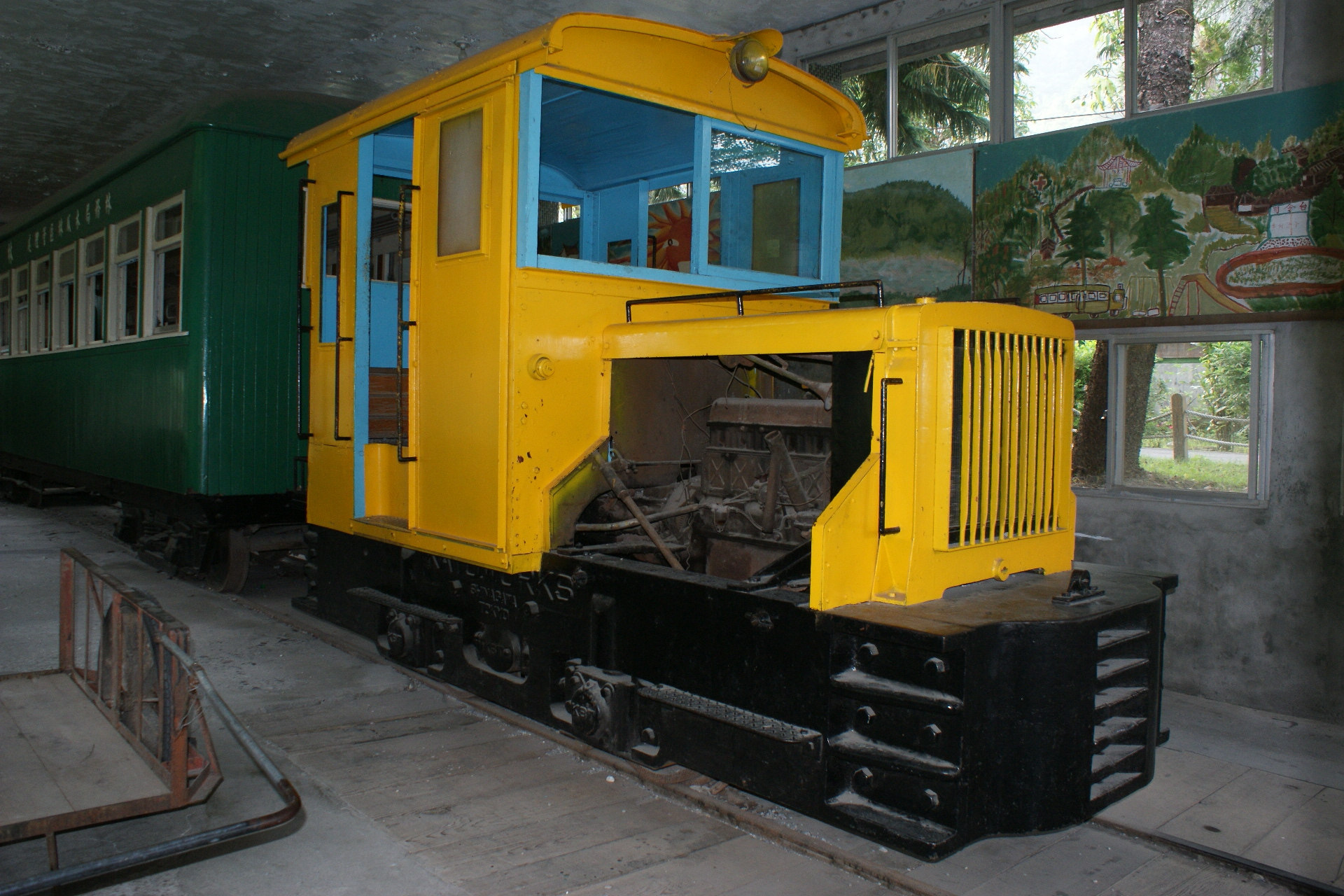
加藤製作所柴油機車

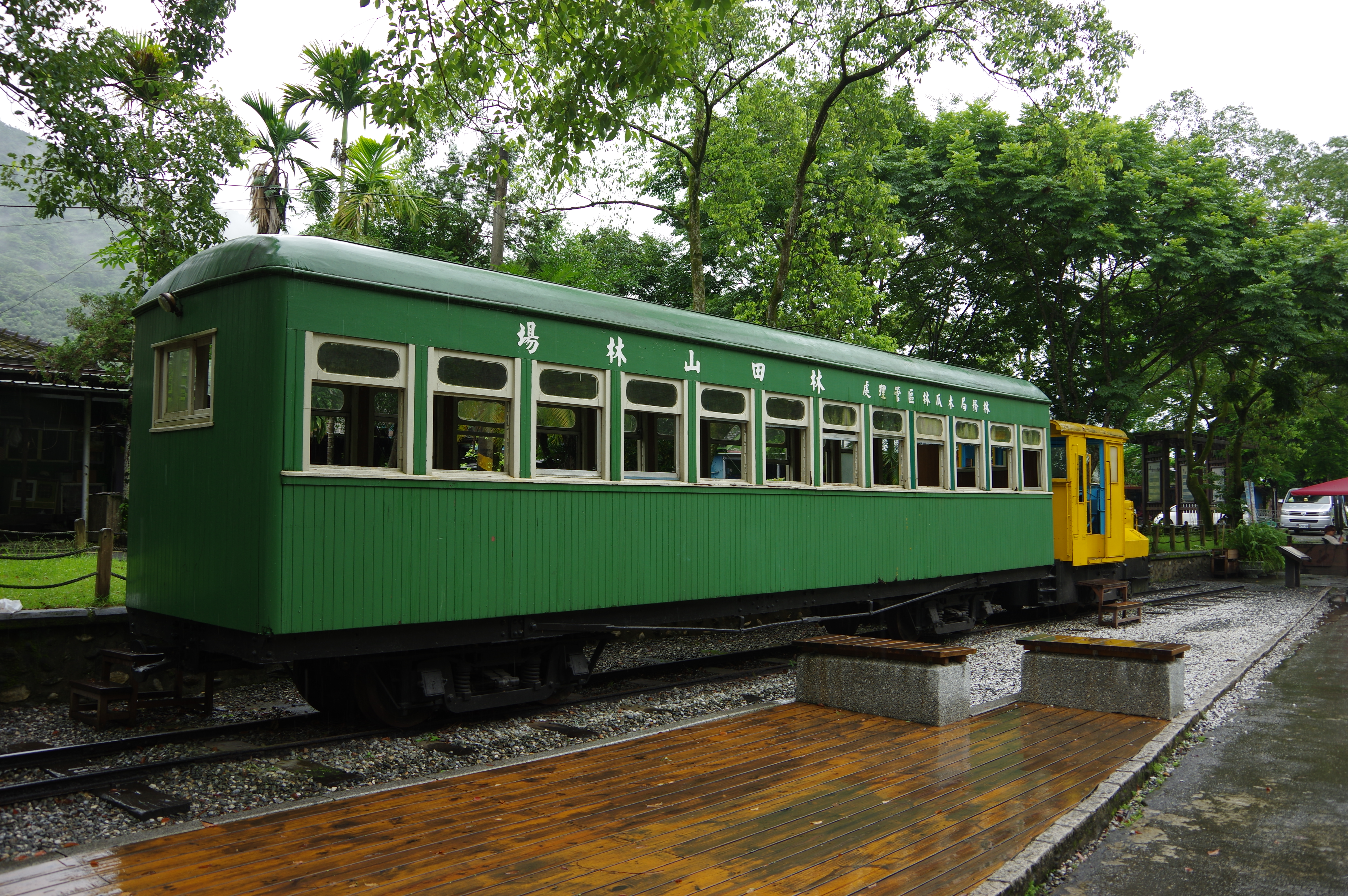
鐵路客車

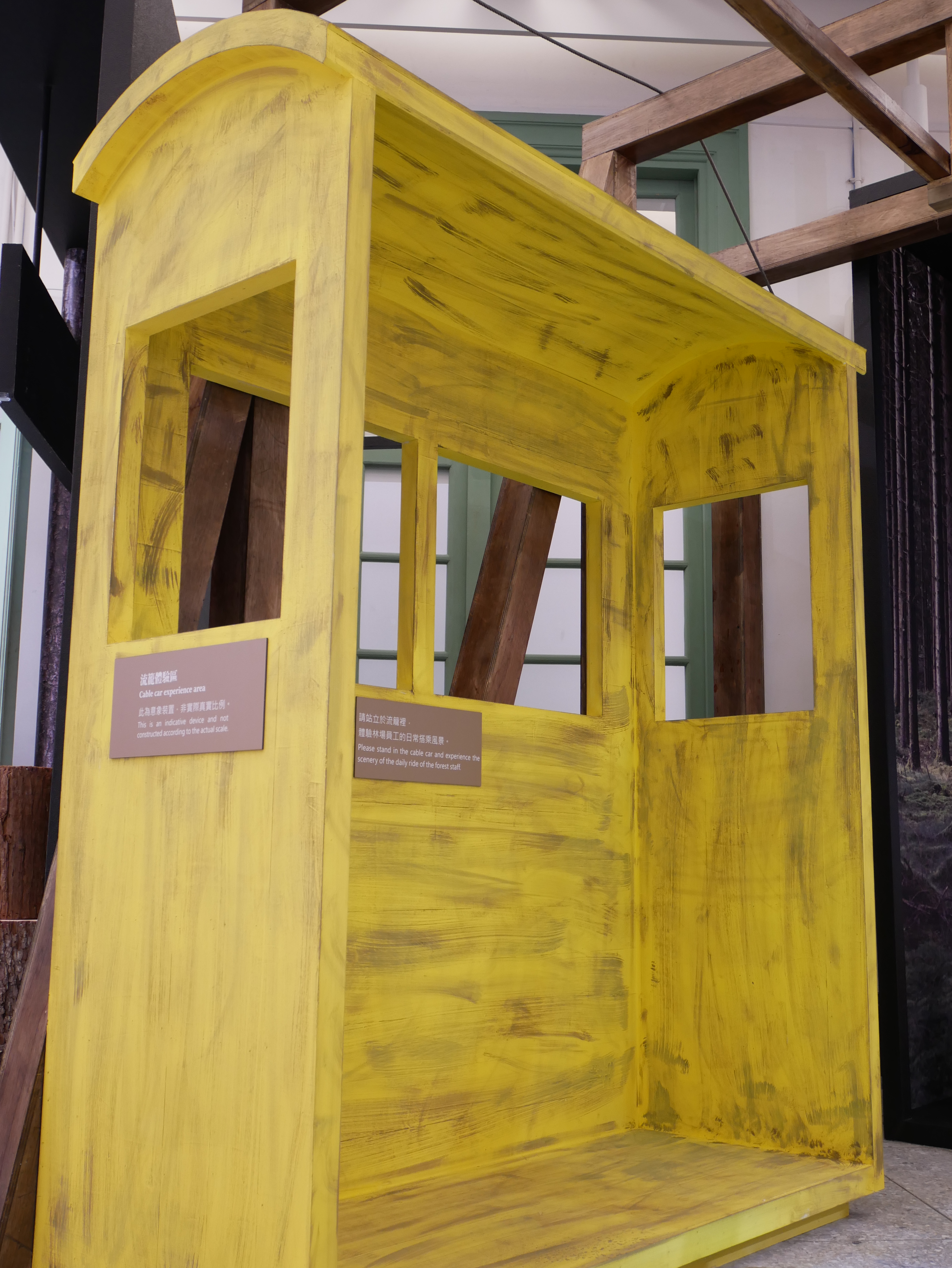
載客流籠模型

### 日治時期
1918年7月，日人在花蓮設立「東台灣木材合資會社」，1919年改組為「花蓮港木材株式會社」，開始進行伐木事業。因此，林田山的開發相當早，是繼阿里山、八仙山與太平山後最早的民營伐木事業區。花蓮港木材株式會社初期所開發之林木，位於林田山事業區之北端。1939年，「台灣興業株式會社」獲得台灣總督府的特許權，於鳳林郡萬里溪畔森坂（今鳳林鎮森榮里）開闢一地成立林田山砍伐事業所，在林田山事業區北部繼續伐木。林田山事業地伐木的方式主要以輕便鐵道與架空索道為主，二戰期間因為物資缺乏，還曾經以牛隻拉輕便車的方式來運材。
由此可知，日治時期林田山事業區的發展，是由兩間不同公司所經營。花蓮港木材株式會社主要以林田山事業區西北側（大安山區）為主，為了運送木材，還在花東鐵路增設一站「平林驛」（今鳳林鎮林榮里，二戰後改為「林榮站」，之後廢站直至2018年7月10日復站），從平林驛再由輕便鐵道至知亞干溪南岸之安來，再由安來設置索道抵大安山。林田山事業區北端因開發較早，當林區資源枯竭時就逐漸廢棄。
林田山事務區南端則因台灣興業株式會社之開發而興起，開發之時正當日治末期；二戰後持續經營，並發展成頗具規模之伐木區，即為今日所稱呼之林田山林場。

### 戰後時期
第二次世界大戰後，林田山林場由國民政府資源接收委員會接收，隨後交由台灣紙業（台紙）經營。令人好奇的是，林田山是當時唯一沒有直接交給林產管理局（林管局）的國有林地，因此林管局不斷要求收回林田山之管轄權，但一直沒有得到正面回覆。1954年台紙民營化，林管局趁此機會收回林田山管轄權，但伐木作業之權利仍在台紙手上：當時伐下之木材，一級木交由林管局統一標售，二級木則賣至羅東紙廠做為製紙原料。1958年，台灣中興紙業成立，接收台紙在林田山之伐木權以及羅東紙廠，主要是配合政府規定供應報社廉價新聞紙，但其林田山伐木經營方式不變。
1960年為林場伐木發展高峰期，約有2,000名員工，宿舍擴建約123棟。1972年改為省營的中興紙業公司，1973年林業發展時代式微，由林務局接管至1988年林田山伐木終止，林務局合併光復、鳳林兩工作站，更名為林務局花蓮林區管理處萬榮工作站，而後將林田山林場規劃為「林田山林業文化園區」，2006年由花蓮縣政府文化局公告為歷史聚落。園區目前仍約有60多戶150多人居住於內。目前仍居住在園區宿舍內的退休員工成為最生動的活歷史。
中興紙業經營期間，正是林田山林場鼎盛時期：萬榮、大觀、溫泉、高嶺與高登（戰後興建）五條載運木材之鐵路從萬榮車站運至花蓮港。1972年，林田山98-101林班地發生森林火災，火勢延燒一個月，燒毀森林一千餘頃，不只林木受到損失，連砍伐器材與運輸設備都損失慘重。要重振伐木業，需要大量資金；經評估後，中興紙業決定放棄在林田山的伐木權。1973年，林務局接收林田山林場，包括員工、器材與相關設施等。經過大火的肆虐與林業政策的轉變，林田山的伐木顛峰期已過，1987年停止伐木，為林田山數十年的伐木事業劃下句點。

### 轉型發展
林田山林場的伐木事業雖然停止，卻保留了大量的日式建築：無論是辦公廳或住宅，大部份是用檜木所興建打造的魚鱗黑瓦屋；為避免濕氣的影響和改善通風，房屋採取高腳式建築。林田山的日式建築群，成為台灣最具規模的日式檜木住宅。雖然2001年發生大火使得許多建築慘遭火吻，卻也使林田山繼1972年森林大火後再度受到世人重視；政府決定將林田山規劃為一個林業園區，檜木打造的中山堂和林業展示館重新開放，並修復部份林鐵，以供遊客體驗曾經風光一時的林田山林場，現亦評估復駛林田山林鐵的規劃。
此外，萬榮鄉公所規劃在林田山文化園區入口處挖溫泉，斥資2700萬元的溫泉井鑿井及泡腳池工程開挖，等鑿井確認挖到溫泉水，將持續申請計畫以興建溫泉湯屋及大眾池。

### 園區設施
- 中山堂
- 場長館
- 木雕一館
- 木雕二館
- 醫務室
- 米店
- 社區咖啡館
- 林場懷舊館
- 旭東亭
- 康樂新村
- 運材用柴油機車及車廂[10]
- 運材鐵道
- 機械修理工廠 ：隨臺灣興業株式會社設立而成立，為林場維修總樞紐，顛峰時期編制人員多達30人。

### 鐵道路線[11][12][13]
- 萬森線（長橋【萬榮車站】-森榮）[14][15]
- 溫泉線（森榮-溫泉）
- 大觀線（大觀-清水谷）
- 高嶺線（高嶺-高登著點）
- 高登線（高登34公里）

## 交通
- 大眾運輸
  - 可搭乘火車前往台鐵萬榮車站下車，再步行或乘計程車約2.6公里即可抵達。
  - 在花蓮轉運站轉乘統聯客運1121、1122公車，於長橋站下車，再步行或乘計程車約2.6公里抵達林田山林業文化園區。
- 開車
  - 於台九線花東公路229K處轉萬森路（花50線鄉道，原台16線東段），行駛約2.8公里抵達林田山林業文化園區。[16]

### 文獻來源
1. ↑  . 農業部林業及自然保育署.   [2023-09-07]. （原始内容存档于2023-09-07）.
2. ↑  台灣省農林航空測量隊編印，《林田山事業區森林資源》（南投：台灣省農林航空測量隊，1966），頁19。
3. ↑  姚鶴年，《台灣森林史料圖文彙編》（台北：農委會，2001），頁214-215。
4. ↑  林隆皇，林田山與林田山林場，莫混為一談，《東海岸評論》161期，2001年12月，頁68-69。
5. ↑  鄭仁崇，《森林故鄉．林田山專輯》（花蓮：花蓮縣文化局，1998），頁38-42。
6. ↑  . 行政院農業委員會.   [2015-04-18]. （原始内容存档于2016-03-09）.
7. ↑  張祈. . 中央通訊社. 2022-09-17  [2022-09-20]. （原始内容存档于2022-09-27）.
8. ↑  花孟璟. . 自由時報. 2023-02-07  [2023-03-24]. （原始内容存档于2023-03-24）.
9. ↑  葉文杰. . 更生新聞網. 2023-12-19  [2024-02-24]. （原始内容存档于2024-02-24）.
10. ↑  游太郎. . 自由時報. 2014-02-28  [2019-12-03]. （原始内容存档于2019-12-03）.
11. ↑  . 健行筆記.   [2023-03-24]. （原始内容存档于2023-03-24）.
12. ↑  . Tenrivers的影像記事.   [2023-03-24]. （原始内容存档于2023-03-24）.
13. ↑  李先鳳. . 中央通訊社. 2021-12-20  [2023-03-24]. （原始内容存档于2023-03-24）.
14. ↑  . 行政院農業委員會林務局花蓮林區管理處.   [2023-03-24]. （原始内容存档于2023-03-24）.
15. ↑  . 阿榮師講文史、鐵道.   [2024-12-19]. （原始内容存档于2024-12-20）.
16. ↑  . 花東縱谷國家風景區. 2022-11-12  [2023-09-07]. （原始内容存档于2023-09-07）.